# Nothing to Find
Nothing to Find is een nummer uit van de Amerikaanse alternatieve rockband The War on Drugs uit 2018. Het is de zesde single van hun vierde studioalbum A Deeper Understanding.
"Nothing to Find" grijpt muzikaal terug naar het geluid van de classic rock. Het nummer werd enkel in België een klein succesje. In de Vlaamse Tipparade bereikte het de 9e positie.